# AC Amiens
El Amiens AC es un equipo de fútbol de Francia que milita en la Championnat National 3, la quinta liga de fútbol más importante del país.
Juega de local en el Stade Jean Bouin de Amiens, con capacidad para 1.200 espectadores.

## Historia
Fue fundado en el año 1977 en la ciudad de Amiens y es el segundo equipo más importante de la ciudad por detrás del Amiens SC y ha pasado la mayor parte de su historia en los niveles amateur de Francia.

## Palmarés
- Division d'Honneur Picardie: 1

2003/04

## Jugadores

### Jugadores destacados
- Youcef Touati
- Farid Bouras
- Chouaib Sagouti